# Rosa banksiae
Rosa banksiae är en rosväxtart som beskrevs av Robert Brown och William Aiton. Rosa banksiae ingår i släktet rosor, och familjen rosväxter.

## Underarter
Arten delas in i följande underarter:
- R. b. lutea
- R. b. lutescens
- R. b. normalis

## Bildgalleri

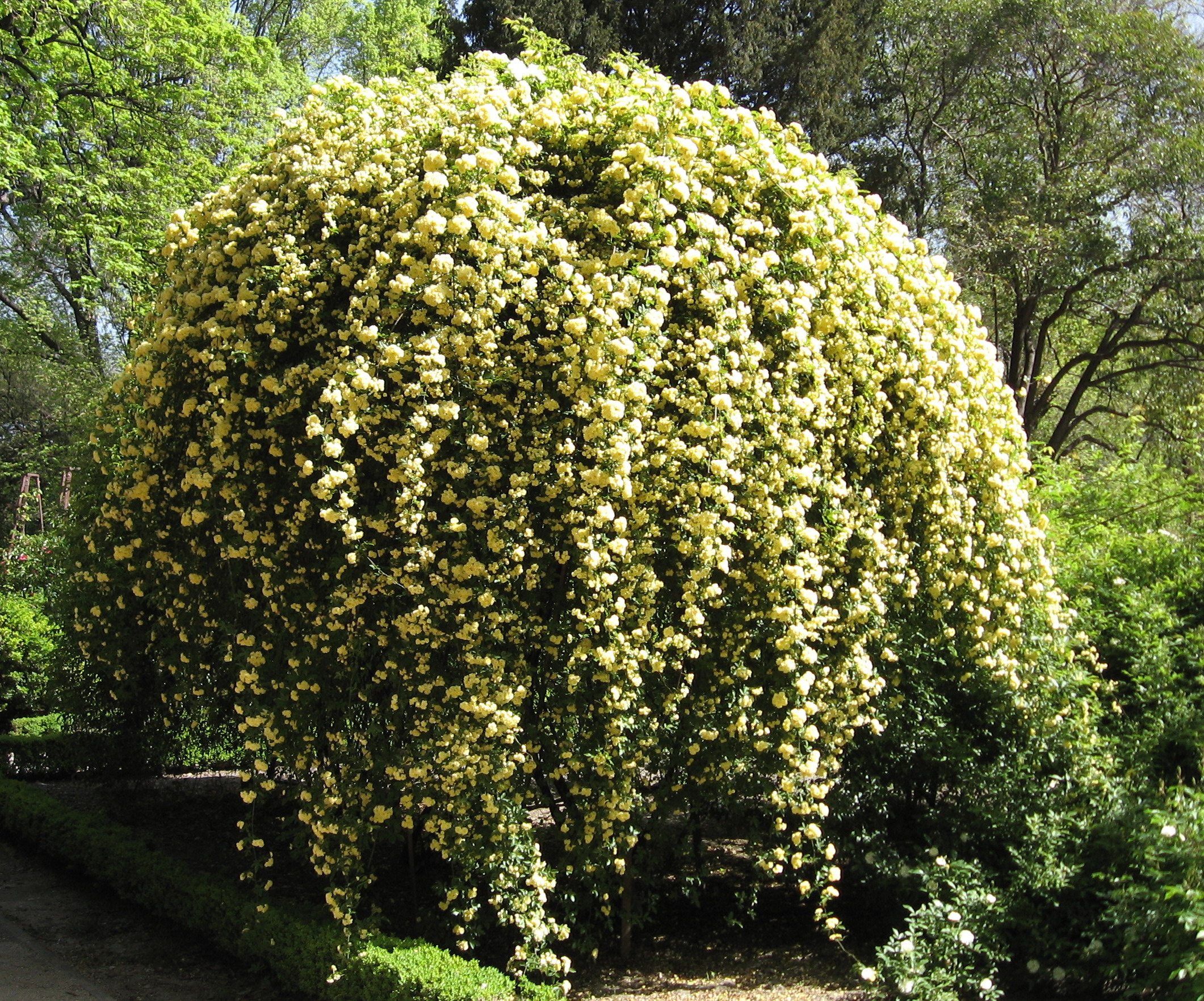
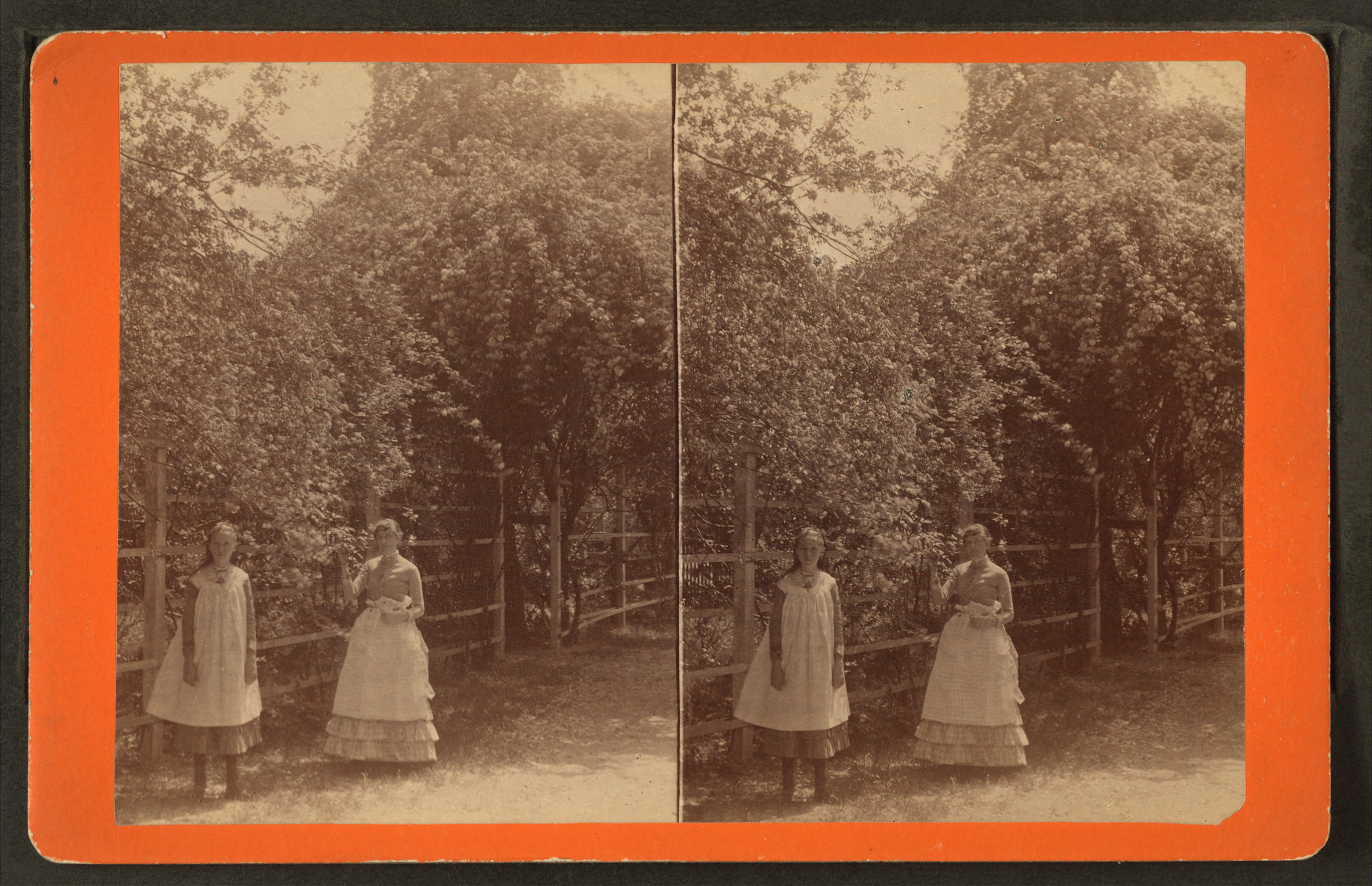
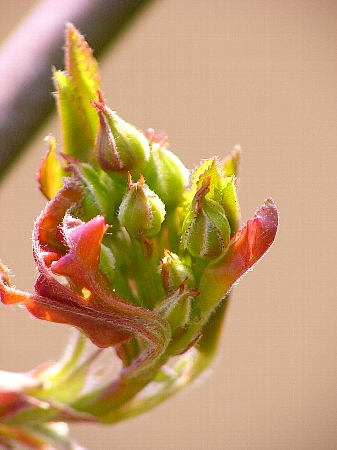
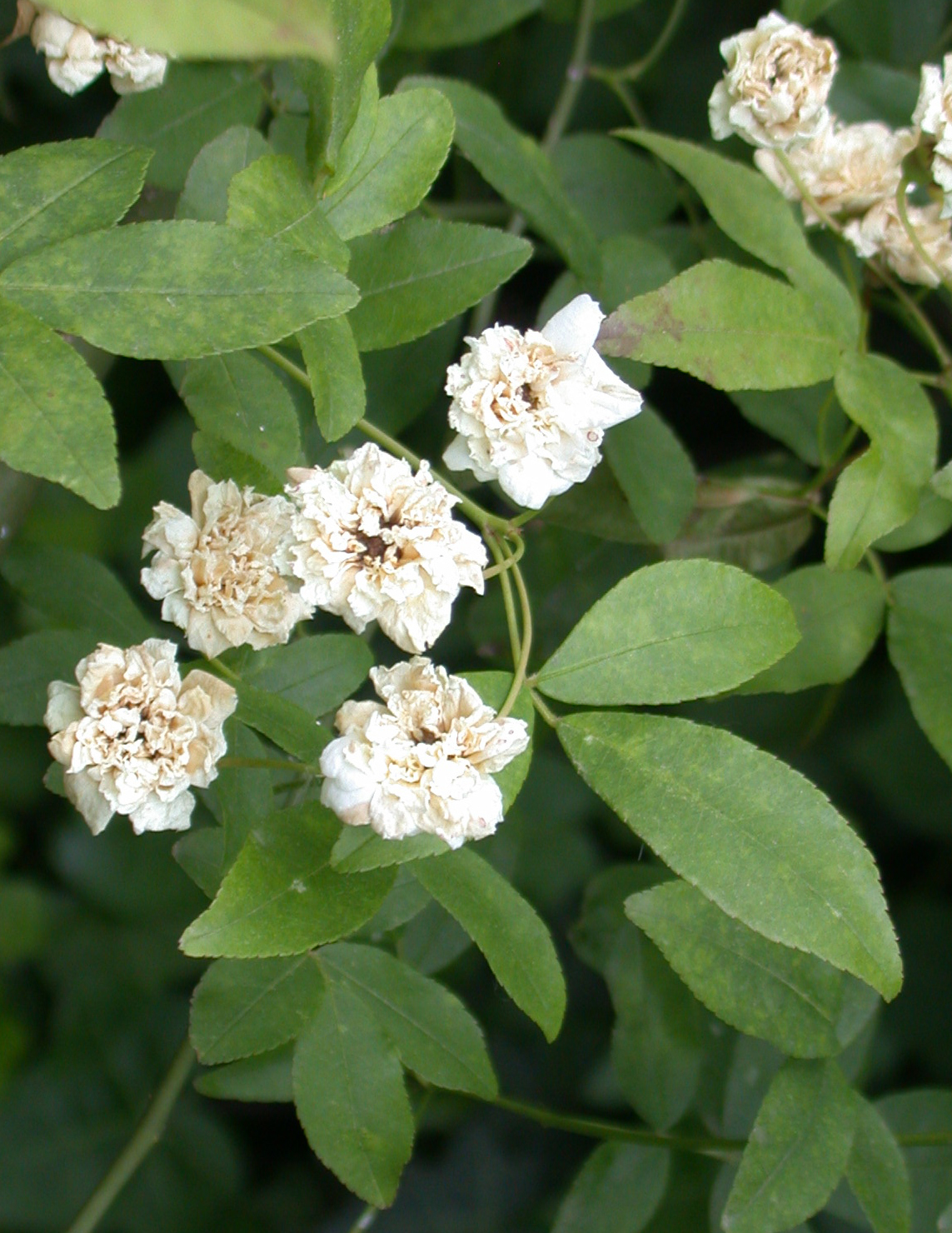
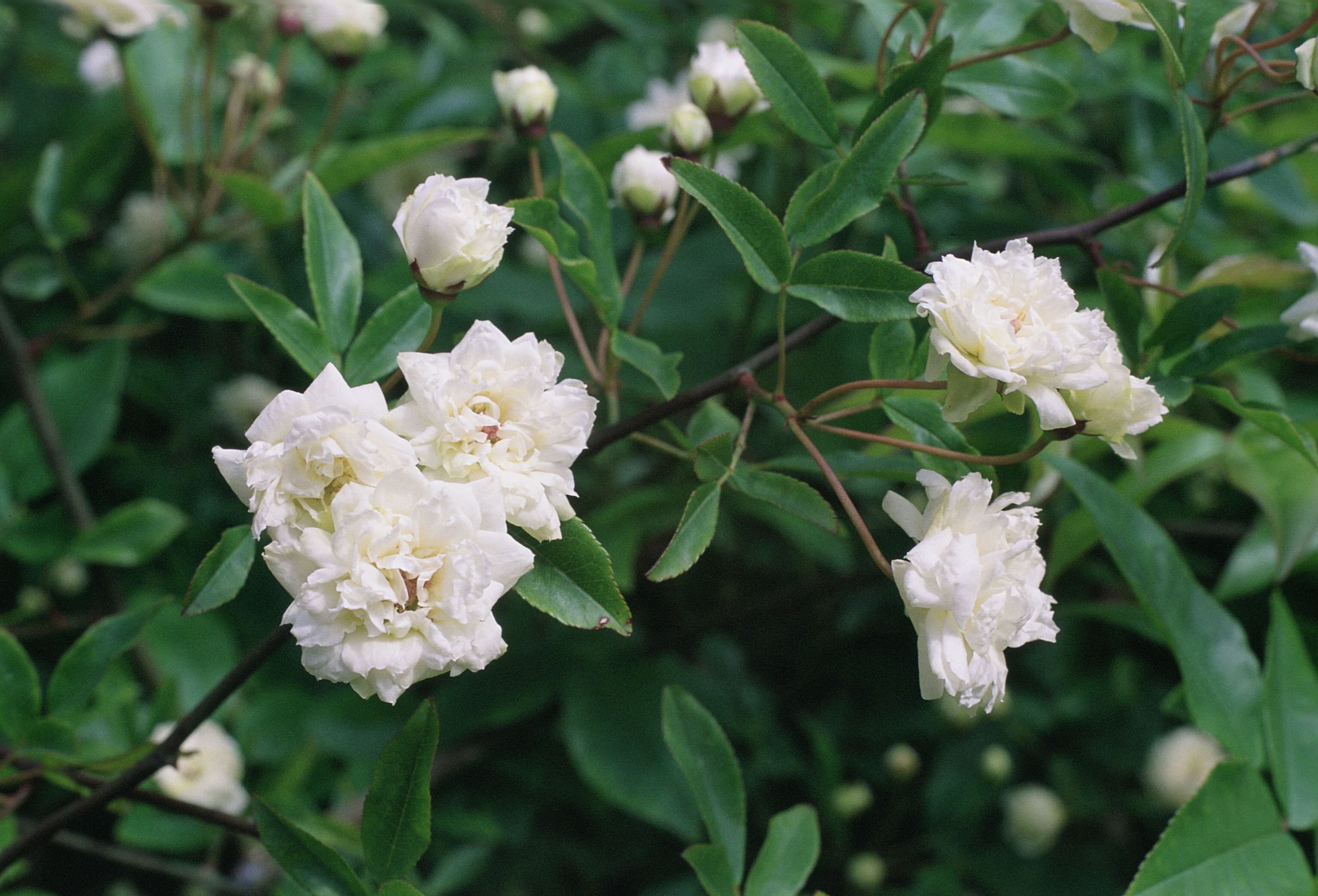
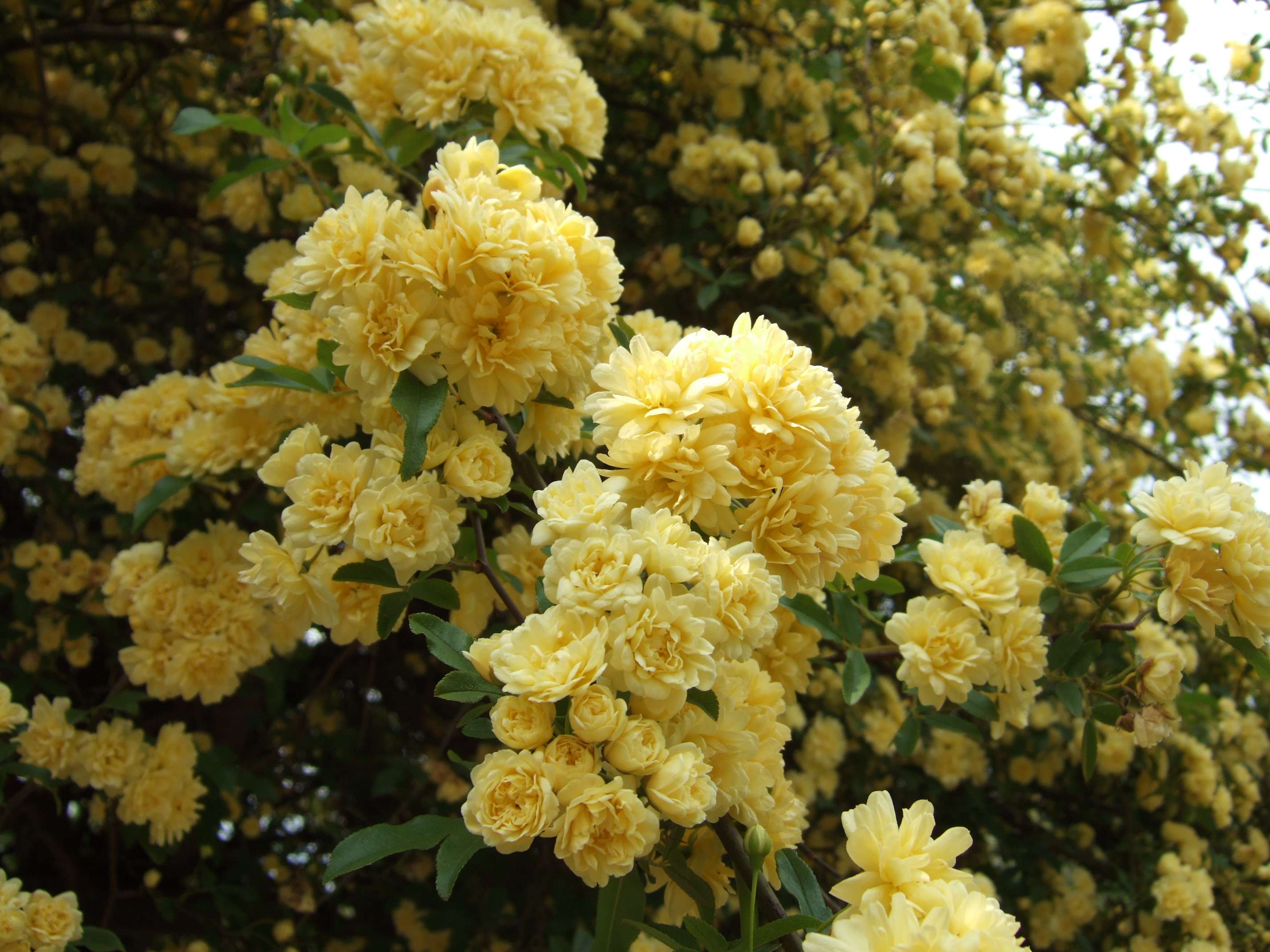